# 奈良銀行

奈良銀行（ならぎんこう）
- 三栄相互銀行を前身とする第二地方銀行でりそな銀行の前身行の一つ。本項で説明。
- 1893年に設立された銀行、1918年に産業銀行に合併解散[1]。後継は六十八銀行を経て南都銀行。

株式会社奈良銀行（ならぎんこう）は、奈良県奈良市に本店を置き、2005年まで存在した日本の第二地方銀行。
りそなホールディングスの完全子会社だった。鹿をシンボルマークとしていた。

## 概要
1953年（昭和28年）3月16日に野村万作奈良県元知事ら地元有志により、県内唯一の相互銀行の株式会社三栄相互銀行として創業された。1989年（平成元年）4月1日 に第二地方銀行へ転換し奈良銀行と商号変更した。しかしながら地場地銀の南都銀行や住友銀行・三和銀行といった在阪都銀などライバルがひしめき合い、奈良県内でのシェアは大きいものではなかった。
2000年10月に大和銀行が提唱する「スーパー・リージョナル・バンク」構想に賛同し、近畿大阪銀行とともに戦略的提携を締結。2001年12月に先述の3行で 大和銀ホールディングス へ株式移転を行い経営統合した。
経営統合当初から、りそな銀行・近畿大阪銀行の奈良県内の営業拠点と奈良銀行を再編し、埼玉りそな銀行に倣った地域銀行として2004年度に奈良りそな銀行を設立する予定であった。勘定系システムは2003年7月22日をもって従前のシステムから大和銀行のNEWTONシステムへ移行したものの、同年5月のりそなショックによるりそな銀行およびりそなホールディングスの国有化の影響で奈良りそな銀行構想は凍結され、今後の展開が見えない状況となった。
2004年6月に代表取締役社長が創業者一族の野村正雄からりそな（大和⇒りそな）銀行出身（同年4月に副社長就任）の上林義則に交代し、同年10月にりそな銀行との合併を発表した。店舗の統廃合が進められ、2003年時点の25から2004年に16へ減少となり、2006年1月1日にりそな銀行へ吸収合併され法人格が消滅した。
りそな銀行への吸収により、旧奈良銀行本店が「新奈良営業部」、旧大阪支店が桜川東支店、旧橿原支店が橿原神宮前支店と改称されたが、旧奈良銀の全16店舗がそのままりそな銀行の店舗とされた。合併後、桜川東支店が2006年6月16日（営業最終日）に桜川支店に、同10月10日にはりそな銀行（旧あさひ銀行）奈良支店が新奈良営業部に統合されたが、所在地は奈良支店跡地に置かれた（その後JR奈良駅前に移転）。
奈良銀行当時はインターネットバンキングは最後まで未提供のまま合併を迎え、合併後にりそな銀行のシステム上で提供されている。

## 沿革
- 1953年（昭和28年）3月16日 - 奈良県唯一の相互銀行として株式会社三栄相互銀行が設立される。
- 1989年（平成元年）4月1日 - 金融機関の合併及び転換に関する法律（昭和43年法律第86号）に基づく認可により普通銀行に転換し、株式会社奈良銀行と商号変更。
- 2001年（平成13年）12月12日 - 株式会社大和銀行（現：株式会社りそな銀行）及び株式会社近畿大阪銀行と共に、株式移転により株式会社大和銀ホールディングス（りそなグループを経て 現在の りそなホールディングス ）を設立し、その完全子会社となる。株式移転までは非公開会社であった。
- 2006年（平成18年）1月1日 - 株式会社りそな銀行による吸収合併により、奈良銀行は解散する。